# چهارناخن‌واران
چهارناخن‌واران (نام علمی: Tetranychoidea) نام یک بالاخانواده از زیرراسته پیش‌روزنان است.